# Pentáculo

Pentáculo

Pentáculo (um pentagrama inscrito num círculo), é um símbolo há muito tempo associado à Magia e ao Ocultismo, ocupando papel de destaque na Wicca, ou Bruxaria Moderna. Há quem diga que o pentagrama vem do grego pentagrammon que significa “cinco linhas”. Enquanto pentáculo vem de pentaculum que se refere a um amuleto pendente, não necessariamente um pentagrama.
Podemos encontrar pentáculos (uma estrela de cinco pontas rodeada por um círculo) na decoração de objetos da Suméria, cerca de 776 a. C., e também na escrita hieroglífica do Antigo Egito. O pentagrama figura fortemente também na cabala hebráica.
A Bruxaria o utiliza de forma marcante. A Wicca possui uma forte influência de elementos da Religião Celta, mas curiosamente o Pentagrama não é originalmente um símbolo celta. Na verdade, o Pentagrama já vinha sendo utilizado como símbolo de poder mágico por muitas outras tradições anteriores à Wicca.
Encontramos o Pentagrama na Magia Cerimonial, em Thelema e muitas outras. Ocultistas como Eliphas Lévi e Papus desenvolveram o tema do pentagrama e seu uso mágico em suas obras. De modo bastante interessante, algumas igrejas templárias em Portugal possuem vitrais na forma de pentagramas. 
Essa ordem de monges guerreiros, tão importante na história do ocidente, ficou famosa por suas inúmeras associações com o ocultismo, a ponto de serem vitimados pela Inquisição. A presença do pentagrama em suas construções parece confirmar seu aspecto herético e ocultista. Os Templários receberam seu nome justamente por se instalarem nas ruínas do Templo de Salomão durante o período em que permaneceram em Jerusalém.
Os significados do pentagrama são muitos, dependendo da tradição:
- O pentáculo é um símbolo pré-cristão relacionado com o culto da Natureza. Os Antigos imaginavam o mundo em duas partes: a masculina e a feminina. Quando ambas as partes conviviam em harmonia, o mundo estava em equilíbrio. Quando estavam desequilibrados, existia o caos. O pentáculo significa então o lado feminino de todas as coisas, pois remete à deusa Afrodite(ou Vénus na mitologia romana). Numa interpretação mais específica, o pentágono(ou pentáculo) simboliza Afrodite(Vénus), a deusa do amor sexual e da beleza femininos.Um facto curioso é que o planeta Vénus(que antigamente considerava a materialização da deusa) traça, de oito em oito anos, um pentágono perfeito no céu eclíptico. Tão espantados ficaram os antigos aos observarem este facto, que o pentágono se torna um símbolo de perfeição, beleza e qualidades sexuais.
- Pode simbolizar a união dos Quatro Elementos (Terra, Água, Fogo e Ar) ao Quinto Elemento, a Quintessência, ou Princípio Vital;
- Simbolizaria também o ser humano, com os dois pés (as pontas inferiores) plantados no solo, os braços abertos em louvor (as pontas intermediárias) e a cabeça voltada ao céu (a ponta superior).
- É utilizado como símbolo iniciático em algumas tradições Wiccanas (como a Gardneriana, por exemplo).

Algumas tradições diferenciam o pentagrama com a ponta solitária voltada para cima como sendo positivo, enquanto que a com a ponta para baixo é vista como negativa. Outras tradições não fazem essa diferenciação, aceitando o seu uso de qualquer dos modos.
No Tarot, o naipe Ouros é conhecido em inglês como "pentacles" (pentáculos) uma clara alusão a sua associação ao Elemento Terra.
Neste caso, o pentagrama simboliza todos os atributos do Elemento Terra, ou seja, a riqueza, o mundo material, o corpo físico. Como vimos acima, o Pentáculo com a ponta para cima pode ser facilmente identificado com o corpo humano.
Esta leitura simbólica torna fácil a associação do pentagrama com Leonardo da Vinci que, ao propor seu estudo das proporções humanas, o faz inserindo um homem dentro de uma figura circular, criando assim o homem perfeito.
Também na radiestesia vemos a utilização do pentagrama. Entre os radiestesistas, ele é utilizado como gráfico de proteção e limpeza.
Assim, podemos perceber que o pentagrama é um poderoso símbolo, associado desde as mais remotas eras à magia e ao ocultismo. Apesar de não ser um símbolo Celta, foi amplamente adotado pela Wicca, desde o seu surgimento, na década de 1950, e hoje identifica muitos dos seguidores dessa corrente neo-pagã.
Ahgar Massay grande amiga do rei salomão´praticava magia negra, mais depois que começaram  as caças as bruxas Ahgar fugiu do ocidente indo para oriente  levando consigo a fama de rainha das bruxas onde alguns ainda acreditam que sua linhagem de bruxas e bruxos ainda exista pelo nome Massay do qual na língua egípcia signifique imperatriz ou imperador das trevas  não se sabe o paradeiro de Ahgar, mas se sabe que talvez ela tenha trazido sua descendência para as Américas.